# 维尼艾什 (葡萄牙堂区)
维尼艾什是葡萄牙布拉干萨区的一个堂区。总面积33.76平方公里，总人口2382人，人口密度70.6人/平方公里。